# 쿠르트 벤틀린

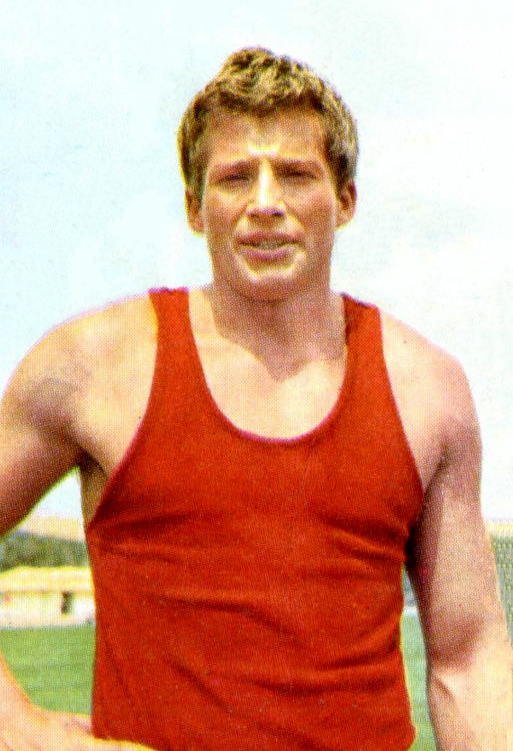

쿠르트 벤틀린(Kurt Bendlin, 독일어 발음: [kʊʁt bɛntˈliːn], 1943년 5월 22일 ~ 2024년 8월 29일)은 서독의 10종 경기 선수였다. 1967년에 34년 만에 독일인 최초로 10종 경기 세계 기록을 세웠다. 올해의 독일 스포츠맨으로 선정되었고 실베르네스 로베르블라트(Silbernes Lorbeerblatt)를 받았으며 아르노 브레커에 의해 동메달 주조되었다. 이듬해 그는 1968년 멕시코시티 하계 올림픽에서 동메달을 획득했다.
벤틀린은 1965년, 1967년, 1971년, 1974년 전국 10종 경기 타이틀을 획득했다. 독일 쾰른 스포츠 대학에서 체육을 전공하고 졸업 후 체육 교사로 일했다. 1979년부터 2000년까지 닉스도르프 컴퓨터 회사의 스포츠 회사 대표를 역임했다. 2000년 이후 그는 관리자를 위한 야외 캠프와 교육 과정을 조직했으며 1986년에는 "관리자를 위한 피트니스"(Fitness für Manager)라는 책을 출판했다.
벤틀린은 2024년 8월 29일 81세의 나이로 사망했다.